# Águila de Serbia

El águila de Serbia es un águila heráldica bicéfala, símbolo común en la historia de la heráldica y Vexilología de Serbia. La cruz de doble cabeza de águila y la Cruz de Serbia, son los principales símbolos heráldicos que representan la identidad nacional del pueblo serbio a través de los siglos. Se originó a partir de la dinastía medieval Nemanjić. El águila, de dos cabezas con la cruz, se ha utilizado en el diseño contemporáneo de escudo de armas de Serbia a raíz de la tradición establecida por el Reino de Serbia en 1882.
La Orden del Águila Blanca fue una orden real otorgado a ciudadanos serbios y yugoslavos por sus logros en la paz o la guerra, o por méritos especiales a la Corona, el estado y la nación, entre 1883 y 1945.